# Wola Dalsza
Wola Dalsza est une localité polonaise de la gmina de Białobrzegi, située dans le powiat de Łańcut en voïvodie des Basses-Carpates.